# Copa de Algarve 2015
La Copa de Algarve de 2015 fue la vigésimo segunda edición de este torneo. Es una competición anual de fútbol femenino organizada en la región de Algarve en Portugal. El formato del torneo fue de cuatro grupos con tres selecciones cada uno, a una ronda. Luego todas las selecciones disputar un partido más, en el que definió su posición final, dependiendo de la cantidad de puntos que hayan sumado en su grupo. Las 2 selecciones que sumaron más puntos de todos los grupos, jugaron la final y así sucesivamente hasta las 2 selecciones que tuvieron menos puntos y mayor diferencia de goles, que jugaron por el último o antepenúltimo puesto.

## Equipos participantes
| Brasil    | China   | Alemania | Suecia         |
| Islandia  | Noruega | Suiza    | Estados Unidos |
| Dinamarca | Francia | Japón    | Portugal       |

## Fase de grupos

### Grupo A
| Equipo   | Pts | PJ | PG | PE | PP | GF | GC | DG |
| -------- | --- | -- | -- | -- | -- | -- | -- | -- |
| Suecia   | 6   | 3  | 2  | 0  | 1  | 7  | 4  | +3 |
| Alemania | 6   | 3  | 2  | 0  | 1  | 7  | 5  | +2 |
| Brasil   | 4   | 3  | 1  | 1  | 1  | 3  | 3  | 0  |
| China    | 1   | 3  | 0  | 1  | 2  | 0  | 5  | -5 |

| 4 de marzo de 2015, 15:00 (UTC±00) | Brasil | 0:0     | China | Estádio Municipal, Albufeira   |                                |
|                                    |        | Reporte |       | Árbitro(s): Stéphanie Frappart | Árbitro(s): Stéphanie Frappart |

| 4 de marzo de 2015, 16:00 (UTC±00) | Alemania                 | 2:4     | Suecia                            | Estádio Municipal, Vila Real de Santo António |                             |
|                                    | Marozsán 2' · Laudehr 3' | Reporte | 30' 71' Seger · 54' 84' Jakobsson | Árbitro(s): Carina Vitulano                   | Árbitro(s): Carina Vitulano |

| 6 de marzo de 2015, 13:00 (UTC±00) | Alemania              | 2:0     | China | Estádio Municipal, Vila Real de Santo António |                           |
|                                    | Mittag 40' · Popp 76' | Reporte |       | Árbitro(s): Lucila Montes                     | Árbitro(s): Lucila Montes |

| 6 de marzo de 2015, 13:30 (UTC±00) | Suecia | 0:2     | Brasil                          | Estádio Municipal, Lagos |                       |
|                                    |        | Reporte | 20' Marta · 68' (pen.) Andressa | Árbitro(s): Qin Liang    | Árbitro(s): Qin Liang |

| 9 de marzo de 2015, 17:30 (UTC±00) | Brasil    | 1:3     | Alemania                            | Stadium Bela Vista, Parchal |                            |
|                                    | Bruna 47' | Reporte | 39' Popp · 49' Šašić · 56' Marozsán | Árbitro(s): Melissa Borjas  | Árbitro(s): Melissa Borjas |

| 9 de marzo de 2015, 17:30 (UTC±00) | Suecia                                          | 3:0     | China | Estádio Municipal, Vila Real de Santo António |                            |
|                                    | Asllani 4' · Schelin 33' (pen.) · Jakobsson 40' | Reporte |       | Árbitro(s): María Carvajal                    | Árbitro(s): María Carvajal |

### Grupo B
| Equipo         | Pts | PJ | PG | PE | PP | GF | GC | DG |
| -------------- | --- | -- | -- | -- | -- | -- | -- | -- |
| Estados Unidos | 7   | 3  | 2  | 1  | 0  | 5  | 1  | +4 |
| Noruega        | 4   | 3  | 1  | 1  | 1  | 4  | 4  | 0  |
| Suiza          | 4   | 3  | 1  | 1  | 1  | 4  | 5  | -1 |
| Islandia       | 1   | 3  | 0  | 1  | 2  | 0  | 3  | -3 |

| 4 de marzo de 2015, 15:00 (UTC±00) | Suiza                     | 2:0     | Islandia | Estádio Municipal, Lagos |                         |
|                                    | Dickenmann 57' (pen.) 66' | Reporte |          | Árbitro(s): Ri Hyang-ok  | Árbitro(s): Ri Hyang-ok |

| 4 de marzo de 2015, 19:00 (UTC±00) | Noruega       | 1:2     | Estados Unidos | Estádio Municipal, Vila Real de Santo António |                            |
|                                    | Hegerberg 43' | Reporte | 56' 62' Lloyd  | Árbitro(s): Esther Staubli                    | Árbitro(s): Esther Staubli |

| 6 de marzo de 2015, 17:00 (UTC±00) | Estados Unidos                           | 3:0     | Suiza | Estádio Municipal, Vila Real de Santo António |                                |
|                                    | Morgan 55' · Rodriguez 72' · Wambach 81' | Reporte |       | Árbitro(s): Cristina Dorcioman                | Árbitro(s): Cristina Dorcioman |

| 6 de marzo de 2015, 18:00 (UTC±00) | Noruega  | 1:0     | Islandia | Estádio Municipal, Lagos  |                           |
|                                    | Haavi 9' | Reporte |          | Árbitro(s): Gladys Lengwe | Árbitro(s): Gladys Lengwe |

| 9 de marzo de 2015, 17:30 (UTC±00) | Estados Unidos | 0:0     | Islandia | Estádio Municipal, Lagos  |                           |
|                                    |                | Reporte |          | Árbitro(s): Abirami Naidu | Árbitro(s): Abirami Naidu |

| 9 de marzo de 2015, 17:30 (UTC±00) | Noruega                                                       | 2:2 (0:0) | Suiza                                             | Estádio Municipal, Albufeira  |                               |
|                                    | Rønning 51' · Thorisdottir 59' · Bjånesøy 83' · Herlovsen 84' | Reporte   | 61' Kiwic · 62' Humm · 67' Rinast · 70' Betschart | Árbitro(s): Claudia Umpiérrez | Árbitro(s): Claudia Umpiérrez |

### Grupo C
| Equipo    | Pts | PJ | PG | PE | PP | GF | GC | DG |
| --------- | --- | -- | -- | -- | -- | -- | -- | -- |
| Francia   | 9   | 3  | 3  | 0  | 0  | 8  | 2  | +6 |
| Dinamarca | 4   | 3  | 1  | 1  | 1  | 5  | 7  | -2 |
| Japón     | 3   | 3  | 1  | 0  | 2  | 5  | 5  | 0  |
| Portugal  | 1   | 3  | 0  | 1  | 2  | 2  | 6  | -4 |

| 4 de marzo de 2015, 14:10 (UTC±00) | Japón    | 1:2 (1:1) | Dinamarca                                                   | Estádio Municipal, Parchal    |                               |
|                                    | Andō 17' | Reporte   | 2' S. Nielsen · 47' T. Nielsen · 58' Rasmussen · 90' Jensen | Árbitro(s): Claudia Umpiérrez | Árbitro(s): Claudia Umpiérrez |

| 4 de marzo de 2015, 18:00 (UTC±00) | Portugal | 0:1     | Francia       | Estádio Municipal, Parchal |                            |
|                                    |          | Reporte | 64' Le Sommer | Árbitro(s): María Carvajal | Árbitro(s): María Carvajal |

| 6 de marzo de 2015, 12:10 (UTC±00) | Japón                                      | 3:0     | Portugal | Estádio Municipal, Parchal |                            |
|                                    | Kawamura 36' · Yokoyama 54' · Sugasawa 79' | Reporte |          | Árbitro(s): Melissa Borjas | Árbitro(s): Melissa Borjas |

| 6 de marzo de 2015, 15:00 (UTC±00) | Francia                                          | 4:1     | Dinamarca      | Estádio Municipal, Parchal |                           |
|                                    | Le Sommer 2' · Abily 6' · Dali 13' · Lavogez 43' | Reporte | 76' S. Nielsen | Árbitro(s): Jana Adámková  | Árbitro(s): Jana Adámková |

| 9 de marzo de 2015, 14:10 (UTC±00) | Japón        | 1:3     | Francia                               | Estádio Municipal, Parchal  |                             |
|                                    | Kawasumi 43' | Reporte | 52' (pen.) 85' Thiney · 70' Le Sommer | Árbitro(s): Carina Vitulano | Árbitro(s): Carina Vitulano |

| 9 de marzo de 2015, 14:10 (UTC±00) | Portugal                    | 2:2     | Dinamarca                 | Estádio Municipal, Vila Real de Santo António |                         |
|                                    | Silva 77' (pen.) · Neto 87' | Reporte | 54' S. Nielsen · 71' Rask | Árbitro(s): Ri Hyang-ok                       | Árbitro(s): Ri Hyang-ok |

## Fase final

### Undécimo puesto
| 11 de marzo de 2015, 15:00 (UTC±00) | Portugal                                    | 3:3 (8:7 p.) | China                                          | Estádio Municipal, Parchal |                           |
|                                     | Rodrigues 29' · Luís 38' · Silva 89' (pen.) | Reporte      | 3' Xu Yanlu · 27' Wang Shanshan · 69' Gu Yasha | Árbitro(s): Abirami Naidu  | Árbitro(s): Abirami Naidu |

### Noveno puesto
| 11 de marzo de 2015, 12:15 (UTC±00) | Japón          | 2:0     | Islandia | Estadio Algarve, Faro     |                           |
|                                     | Miyama 47' 59' | Reporte |          | Árbitro(s): Gladys Lengwe | Árbitro(s): Gladys Lengwe |

### Séptimo puesto
| 11 de marzo de 2015, 15:00 (UTC±00) | Brasil                                 | 4:1     | Suiza     | Estádio Municipal, Albufeira |                           |
|                                     | Marta 30' 77' · Bia 37' · Andressa 82' | Reporte | 45' Wälti | Árbitro(s): Jana Adámková    | Árbitro(s): Jana Adámková |

### Quinto puesto
| 11 de marzo de 2015, 18:00 (UTC±00) | Noruega                                          | 5:2     | Dinamarca      | Estádio Municipal, Albufeira |                           |
|                                     | Gulbrandsen 7' 34' 44' · Wold 65' · Bjånesøy 71' | Reporte | 60' 73' Harder | Árbitro(s): Lucila Montes    | Árbitro(s): Lucila Montes |

### Tercer puesto
| 11 de marzo de 2015, 12:00 (UTC±00) | Suecia        | 1:2     | Alemania             | Estádio Municipal, Parchal |                       |
|                                     | Jakobsson 64' | Reporte | 3' Mittag · 52' Popp | Árbitro(s): Qin Liang      | Árbitro(s): Qin Liang |

### Final
| 11 de marzo de 2015, 16:00 (UTC±00) | Francia | 0:2     | Estados Unidos          | Estadio Algarve, Faro          |                                |
|                                     |         | Reporte | 7' Johnston · 41' Press | Árbitro(s): Cristina Dorcioman | Árbitro(s): Cristina Dorcioman |

| Campeón                    |
| Estados Unidos 10.° título |